# Mistrzostwa Świata U-19 w Rugby Union Mężczyzn 1996
Mistrzostwa Świata U-19 w Rugby Union Mężczyzn 1996 – dwudzieste ósme mistrzostwa świata U-19 w rugby union mężczyzn zorganizowane przez IRB i FIRA, które odbyły się we Włoszech w dniach od 30 marca do 7 kwietnia 1996 roku.
Zawody odbyły się w dwóch fazach – w pierwszej zespoły rywalizowały systemem kołowym podzielone na cztery trzyzespołowe grupy o awans do drugiej fazy rozgrywanej systemem pucharowym.
Szósty triumf w zawodach odnieśli Argentyńczycy, MVP turnieju został wybrany Sorin Socol.

## Grupa A

### Częściowe wyniki
Faza grupowa
| 30 marca 1996 | Argentyna U-19 | 45:0 | Rosja U-19 | Viadana |
| 30 marca 1996 |                | 45:0 |            | Viadana |

| 1 kwietnia 1996 | Hiszpania U-19 | 16:10 | Rosja U-19 |  |
| 1 kwietnia 1996 |                | 16:10 |            |  |

| 3 kwietnia 1996 | Argentyna U-19 | 23:3 | Hiszpania U-19 |  |
| 3 kwietnia 1996 |                | 23:3 |                |  |

|  | Rumunia U-19 | 21:0 | Chińskie Tajpej U-19 |  |
|  |              | 21:0 |                      |  |

|  | Rumunia U-19 | 27:5 | Włochy U-19 |  |
|  |              | 27:5 |             |  |

Półfinały
| 5 kwietnia 199614:30 | Argentyna U-19 | 41:20 | Szkocja U-19 | Viadana |
| 5 kwietnia 199614:30 |                | 41:20 |              | Viadana |

| 5 kwietnia 1996 | Walia U-19 | 21:17 | Rumunia U-19 |  |
| 5 kwietnia 1996 |            | 21:17 |              |  |

Mecz o 3. miejsce
| 7 kwietnia 1996 | Rumunia U-19 | 32:6 | Szkocja U-19 |  |
| 7 kwietnia 1996 |              | 32:6 |              |  |

Finał
| 7 kwietnia 199616:00 | Argentyna U-19 | 34:7 | Walia U-19 | Stadio San Michele, Calvisano Widzów: 5000 Sędzia: Jean-Christophe Gastou |
| 7 kwietnia 199616:00 |                | 34:7 |            | Stadio San Michele, Calvisano Widzów: 5000 Sędzia: Jean-Christophe Gastou |

### Klasyfikacja końcowa
| Miejsce | Reprezentacja          |
| ------- | ---------------------- |
| 1       | Argentyna U-19         |
| 2       | Walia U-19             |
| 3       | Rumunia U-19           |
| 4       | Szkocja U-19           |
| 5       | Francja U-19           |
| 6       | Południowa Afryka U-19 |
| 7       | Włochy U-19            |
| 8       | Hiszpania U-19         |
| 9       | Rosja U-19             |
| 10      | Urugwaj U-19           |
| 11      | Chile U-19             |
| 12      | Chińskie Tajpej U-19   |

## Grupa B
| Miejsce | Reprezentacja   |
| ------- | --------------- |
| 1       | Portugalia U-19 |
| 2       | Polska U-19     |
| 3       | Czechy U-19     |
| 4       | Tunezja U-19    |
| 5       | Maroko U-19     |
| 6       | Niemcy U-19     |
| 7       | Paragwaj U-19   |
| 8       | Gruzja U-19     |

## Grupa C
| Miejsce | Reprezentacja                 |
| ------- | ----------------------------- |
| 1       | Belgia U-19                   |
| 2       | Chorwacja U-19                |
| 3       | Holandia U-19                 |
| 4       | Dania U-19                    |
| 5       | Szwecja U-19                  |
| 6       | Wybrzeże Kości Słoniowej U-19 |
| 7       | Bułgaria U-19                 |
| 8       | Brazylia U-19                 |
| 9       | Słowenia U-19                 |
| –       | Andora U-19 (dyskwalifikacja) |